# David Jones (futbolista nacido en 1935)
David Jones (Londres, 3 de marzo de 1935 - Swansea, 3 de julio de 2014) fue un futbolista británico que jugaba en la demarcación de portero.

## Biografía
Debutó como futbolista en 1955 a los 20 años de edad con el Swansea City AFC tras formar parte de la Royal Electrical and Mechanical Engineers. Jugó durante tres años, en los que hizo apariencia en tres partidos de liga, uno en la FA Cup y otra en la Copa de Gales. En 1958 dejó el club para fichar por el Yeovil Town FC. Ganó la Southern Football League en 1964, y tras nueve años en el equipo, y 363 partidos jugados, se retiró como futbolista en 1967 tras sufrir una lesión grave.
Falleció el 3 de julio de 2014 en Swansea a los 79 años de edad.

## Clubes
| Club             | País       | Año         | Partidos | Goles |
| ---------------- | ---------- | ----------- | -------- | ----- |
| Swansea City AFC | Inglaterra | 1955 - 1958 | 5        | 0     |
| Yeovil Town FC   | Inglaterra | 1958 - 1967 | 363      | 1     |

## Palmarés

### Campeonatos nacionales
| Título                   | Club           | País       | Año  |
| ------------------------ | -------------- | ---------- | ---- |
| Southern Football League | Yeovil Town FC | Inglaterra | 1964 |